# Prioritise Pleasure
| Совокупная оценка    | Совокупная оценка |
| Источник             | Оценка            |
| -------------------- | ----------------- |
| AnyDecentMusic?      | 9.0/10            |
| Metacritic           | 92/100            |
| Оценки критиков      |                   |
| Источник             | Оценка            |
| Clash                | 8/10              |
| DIY                  | [ 4 ]             |
| Gigwise              | [ 5 ]             |
| God Is in the TV     | 9/10              |
| The Guardian         | [ 7 ]             |
| The Independent      | [ 8 ]             |
| The Line of Best Fit | 10/10             |
| musicOMH             | [ 10 ]            |
| NME                  | [ 11 ]            |
| The Skinny           | [ 12 ]            |

Prioritise Pleasure — второй студийный альбом британской певицы Self Esteem (настоящее имя Rebecca Lucy Taylor), изданный 22 октября 2021 года лейблом Universal Music Group.

## Отзывы
Альбом получил положительные отзывы музыкальной критики и интернет-изданий. Он получил 92 из 100 баллов на интернет-агрегаторе Metacritic. Сайт AnyDecentMusic? дал ему 9.0 из 10.
В пятизвёздочном обзоре рецензент газеты The Guardian Лаура Снейпс описала альбом как «замечательный» и «редкий большой поп-альбом после 18 месяцев сравнительно небольших предложений от ведущих женских поп-исполнителей». Эль Хант в журнале NME назвал его «уверенным и непримиримым» и «заряженным тёмным, ухмыляющимся остроумием, от которого невозможно отвернуться». Джесси Аткинсон из Gigwise пришла к выводу, что Prioritize Pleasure «представляет Ребекку Тейлор, достигшую заслуженной вершины, как современную поп-звезду со всем набором: голос, юмор, хореография, честность, внешность и сверхъестественная способность сочинять хиты».
Элли Десборо из The Line of Best Fit, поставившая 10 из 10 баллов, назвала альбом «...триумфальным порывом гедонизма, автономии и солидарности».

### Итоговые списки
Такие издания как The Guardian, The Sunday Times, the i и Gigwise назвали Prioritise Pleasure Лучшим альбомом 2021 года. Журнал NME и газета The Independent назвали его четвёртым лучшим в 2021 году в своих обзорах. Газета The Guardian назвала трек «I Do This All the Time» лучшей песней 2021 года.
| Публикация       | Список                 | Ранг | Ссылки |
| ---------------- | ---------------------- | ---- | ------ |
| The Guardian     | 50 Best Albums of 2021 | 1    | [ 13 ] |
| Gigwise          | 51 best albums of 2021 | 1    | [ 15 ] |
| i                | 10 best albums of 2021 | 1    | [ 16 ] |
| The Sunday Times | 25 best albums of 2021 | 1    | [ 14 ] |

## Список композиций
| №   | Название                 | Длительность |
| --- | ------------------------ | ------------ |
| 1.  | «I'm Fine»               | 3:02         |
| 2.  | «Fucking Wizardry»       | 3:52         |
| 3.  | «Hobbies 2»              | 3:47         |
| 4.  | «Prioritise Pleasure»    | 4:06         |
| 5.  | «I Do This All the Time» | 4:53         |
| 6.  | «Moody»                  | 3:20         |
| 7.  | «Still Reigning»         | 3:49         |
| 8.  | «How Can I Help You»     | 2:22         |
| 9.  | «Its Been a While»       | 3:04         |
| 10. | «The 345»                | 4:16         |
| 11. | «John Elton»             | 2:50         |
| 12. | «You Forever»            | 3:45         |
| 13. | «Just Kids»              | 2:19         |

## Чарты
| Чарт (2021)                      | Высшая позиция |
| -------------------------------- | -------------- |
| Великобритания (UK Albums Chart) | 11             |